# Купер, Терри
Те́ренс Ку́пер (англ. Terence "Terry" Cooper; 12 июля 1944, Бротертон, Йоркшир — 31 июля 2021, Лидс) — английский футболист и футбольный тренер. Выступал на позиции защитника.
В качестве игрока прежде всего известен выступлениями за клуб «Лидс Юнайтед», а также национальную сборную Англии. Обладатель Кубка английской лиги, двукратный чемпион Англии, обладатель Кубка Англии, двукратный обладатель Кубка ярмарок и обладатель Суперкубка Англии.

## Клубная карьера
В профессиональном футболе дебютировал в 1963 году выступлениями за клуб «Лидс Юнайтед», в котором провёл одиннадцать сезонов, приняв участие в 250 матчах чемпионата. Большинство времени, проведённого в составе «Лидс Юнайтед», был основным игроком команды. За это время стал обладателем Кубка английской лиги, дважды становился чемпионом Англии, обладателем Кубка Англии, дважды обладателем Кубка ярмарок, обладателем Суперкубка Англии.
Впоследствии с 1975 по 1982 год играл в составе таких клубов как «Мидлсбро», «Бристоль Сити», «Бристоль Роверс» и «Донкастер Роверс».
Завершил профессиональную игровую карьеру в клубе «Бристоль Сити», в составе которого уже выступал ранее.

## Карьера в сборной
В 1969 году дебютировал в официальных матчах в составе сборной Англии. На протяжении карьеры в национальной команде, которая длилась 6 лет, провёл в форме главной команды страны 20 матчей.
В составе сборной был участником чемпионата мира 1970 года в Мексике.

## Тренерская карьера
Начал тренерскую карьеру, ещё продолжая играть на поле в 1980 году, возглавив тренерский штаб клуба «Бристоль Роверс».
В дальнейшем возглавлял клубы «Бристоль Сити», «Эксетер Сити» и «Бирмингем Сити».
Пока последним местом тренерской работы был клуб «Эксетер Сити», который Терри Купер возглавлял в качестве главного тренера до 1995 года.

## Достижения
«Лидс Юнайтед»
- Чемпион Англии (2): 1968/69, 1973/74
- Обладатель Кубка ярмарок (2): 1967/68, 1970/71
- Обладатель Кубка Англии: 1972
- Обладатель Кубка Футбольной лиги: 1968
- Обладатель Суперкубка Англии: 1969